# Didie Schackman
Didie Schackman (Wijchen, 31 december 1977) is onderzoeker, journalist en communicatie/marketing expert. In 2002 studeerde ze cum laude af aan de Universiteit van Tilburg met haar onderzoek naar informatiestructuren en gebruikerservaringen. Dit onderzoek werd gepubliceerd in internationale vakliteratuur en gepresenteerd op een wetenschappelijke conferentie.
Na haar studie ging Didie Schackman werken als marketingmanager en daarna als digital marketing strateeg voor verschillende organisaties en merken. Zij werkte ook bij Design Academy Eindhoven, Philips, Sanoma en Radboudumc centrum voor mindfulness.
Vanwege haar ervaring met mindfulness en compassie richtte Didie zich geruime tijd op organisaties en stichtingen die zich bezighouden met eerlijk leven en fairtrade. Gedurende haar loopbaan kwam zij in aanraking met mindfulness en boeddhisme. Bij deze stromingen vond zij rust in haar leven en vertelde erover op televisie bij de KRO-NCRV in het programma Jacobien op 2. Dit fascineerde haar dusdanig, dat zij haar werkfocus verlegde naar mindful leven. Ze bezocht verschillende kloosters en liet zich inspireren door de zenleraar Thich Nhat Hanh. Gezien haar ervaring en vakkennis is zij expert op het gebied van boeddhistische media in binnen- en buitenland. Zij werkt voor organisaties, stichtingen en mediabedrijven actief in het boeddhisme, mindfulness en zen. Didie adviseert filmmakers en redacteuren van boeddhistische programmering in Nederland, onder anderen bij KRO-NCRV. 
Ze heeft een carrière in de zakenwereld gehad en werd in september 1995 gekozen tot Miss Nederland 1995. In een liveshow op RTL 4 won ze met één punt verschil van Miss Noord-Holland Devi van Huijstee.
Schackman vertegenwoordigde Nederland tijdens de Miss World-verkiezing 1995 in Sun City (Zuid-Afrika).
Zij maakte een work-outvideo en speelde een gastrol in Goede tijden, slechte tijden. Verder was ze eenmalig de assistente van Henny Huisman in de finale van de Soundmixshow 1996.
Ze werkte onder andere mee aan het programma Het Uur van de Waarheid, aflevering 'Missen'. Ook was ze in de race om bordjesdraaister te worden in het populaire programma het Rad van Fortuin, naar aanleiding hiervan deed ze het eenmalig op 1 januari 1996. Verder presenteerde ze de Work That Body aerobics video en presenteerde ze samen met Gordon het programma 'Wat scene ik' over de Missen scene in Nederland.